# Московсько-шведська війна (1554—1557)
Московсько-шведська війна 1554—1557 років (швед. Stora ryska kriget, фін. Suuri Venäjän sota «Велика російська війна»), також іменується як Шведський похід — збройний конфлікт між Шведським королівством і Московським царством, що почався через прикордонні суперечки.

## Передумови
У XVI столітті відносини між Шведським королівством і Московським царством були напруженими. На Карельському перешийку були випадки порушення кордону, виникали конфлікти через місця рибного і тюленячого промислу.
У роки правління Івана Грозного були встановлені торгові відносини Московського царства з Англією, які сильно вдарили по економічних інтересах Швеції, що одержувала чималі доходи від транзитної московсько-європейської торгівлі. У 1553 році експедиція англійського мореплавця Річарда Ченслера обігнула Кольський півострів, увійшла в Біле море і кинула якір на захід від Ніколо-Корельского монастиря навпроти селища Ньонокса. Отримавши звістку про появу англійців в межах своєї країни, Іван IV побажав зустрітися з Ченслером, який, подолавши близько 1000 км, з почестями прибув до Москви. Незабаром після цієї експедиції в Лондоні була заснована «Московська компанія», яка отримала згодом монопольні торгові права від царя Івана.
Шведський король Густав I Ваза після невдалої спроби створити антимосковський союз, в складі якого перебували б Велике князівство Литовське, Лівонія і Данія, вирішив діяти самостійно.
Також король Швеції Густав I був ображений тим, що Іван IV зустрів його посла не в московському Кремлі, а в Новгороді.

## Хід бойових дій
У 1554 році король Швеції Густав I Ваза (1523—1560) зосередив війська в гарнізонах Або і Виборг. Шведами було скоєно напад на Печенгський монастир, заснований в 1530—1540 роках (за деякими джерелами в 1554 році) в горлі Печенгської губи. Тоді новгородський намісник князь Палецький послав в Стокгольм Микиту Кузьміна вимагати пояснень. Шведи затримали Кузьміна, за це цар Іван Васильович наказав новгородському воєводі Ногтєву почати військові дії проти шведів.
У квітні 1555 року шведська флотилія адмірала Якоба Багге пройшла Неву і 10 вересня обложила московську фортецю Орєшек. Але новгородський намісник Дмитро Палецький швидко відреагував, повідомивши про це Москву, і до Орєшка рушила рать під командуванням воєвод Андрія Ногтева і Петра Головина. Шведські сили три тижні тримали в облозі Орєшок, і в цей час до московських військ приєдналася новгородська армія під командуванням Шереметєва. Облога фортеці результатів не принесла, шведське військо відступило. Був захоплений один шведський корабель з чотирма гарматами.
Московська армія запланувала удар у відповідь по Швеції. У Новгороді почали збори армії, яка 20 січня 1556 року в кількості 20-25 тис. чоловік під командуванням Петра Щенятєва перейшла через Смолин і Лебежжя і почала наступ на Виборг. Місто облягали три дні. А також знищили селища по берегах річки Вуокси, зайняли місто Ківінебба (захопивши 7 гармат і багато іншого майна). Незабаром підійшло військо Швеції. Воно розгромили сторожовий полк, але полк Івана Шереметєва несподівано вдарив по шведах, і ті втекли в місто. Незабаром біля міста був поставлений «Лаврецький погост», який повинен був зупинити армію, що йшла від Стокгольма у Виборг. Із завданням він впорався.
Густав був дуже збентежений поразкою Швеції. Це змусило його відправити посольство на чолі зі Стеном Ерікссоном і архієпископом стокгольмським Ларса. У підсумку в березні 1557 року в Новгороді було підписано перемир'я строком на 40 років (набрало в чинності 1 січня 1558 року). Московсько-шведський кордон відновлювався за старим зразком, визначеному ще Орєховським мирним договором від 1323 р.

## Підсумки і наслідки
Війна зі Швецією виявила безсумнівну перевагу московського війська, не призвівши, однак, до значимих результатів.